# 조디 윌슨레이볼드
조디 윌슨레이볼드(영어: Jody Wilson-Raybould, 1971년 3월 23일~)는 캐나다의 법조인·정치인이다. 여성 원주민 출신으로는 처음으로 법무장관에 올라 세간의 화제가 됐다. 그러나 SNC-라발린 사건의 여파로 장관직을 사퇴했으며, 곧 자유당으로부터 출당 조치를 받았다. 2019년 총선에서 무소속으로 지역구에 재출마해 당선됐다.